# Túnel de vento

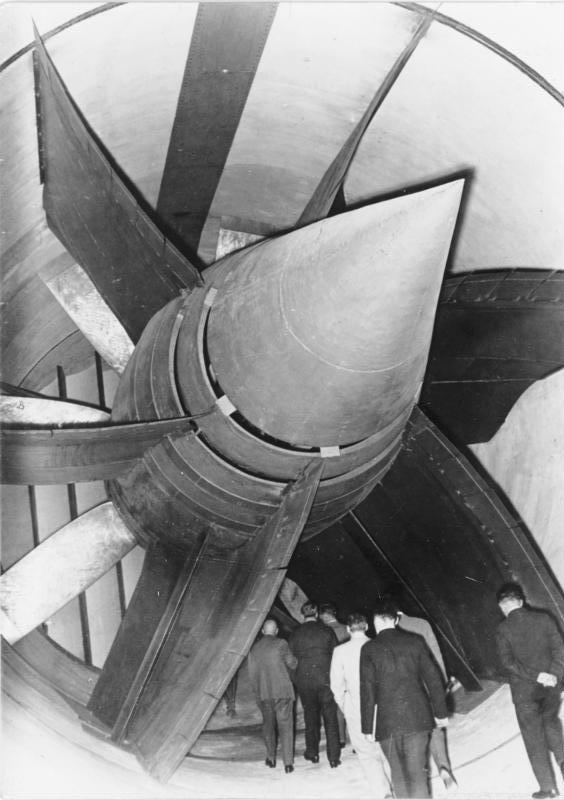
Túnel de vento na Alemanha em 1935.

Um túnel de vento é uma instalação que tem por objetivo simular para estudos o efeito do movimento de ar sobre ou ao redor de objetos sólidos. Consiste num duto de diâmetro apropriado (túnel) onde o ar entra (subsônico, supersônico ou hipersônico), flui pelo objeto testado, monitorado por uma bancada analítica do lado de fora, e sai empurrado por um enorme ventilador.
Túneis de vento são muito utilizados em laboratórios de modelos físicos para a determinação de parâmetros nos projetos de aviões, automóveis, cápsulas espaciais, edifícios, pontes, antenas e outras estruturas de construções civis.
É importante que o ar passe com velocidade controlada e atinja o objeto testado para as devidas análises - com ventos de proa sem turbulências, para não gerar vibrações indesejadas, porém há testes com turbulências propositadas. A dinâmica do escoamento do ar pela sua superfície é quem vai determinar a capacitação ou não do objeto.
As propriedades aerodinâmicas de um objeto podem não se manter para um modelo reduzido. No entanto, através da observação de certas regras de similitude, é possível obter uma correspondência bastante satisfatória entre o modelo e o objeto real. A escolha de parâmetros de semelhança depende do objetivo do teste mas as condições mais importantes a satisfazer são, normalmente:
- Semelhança geométrica: todas as dimensões do modelo devem ser proporcionais ao objeto real;
- Número de Mach: a razão entre a velocidade do ar e a velocidade do som local deve ser preservada (número de Mach idêntico num túnel de vento e no objeto real, regra geral, não corresponde a velocidades de ar iguais).
- Número de Reynolds: a razão entre forças inerciais e viscosas deve ser mantida. Este parâmetro é difícil de satisfazer num modelo reduzido e têm levado ao desenvolvimento de túneis de vento pressurizados e/ou criogénicos[2] onde a viscosidade do fluido de trabalho pode ser alterada para compensar a escala reduzida do modelo.

Nalguns casos particulares, existem outros parâmetros de semelhança que devem ser satisfeitos como, por exemplo, o Número de Froude.

## Túneis de vento no Brasil
No Brasil, túneis de vento subsônicos pequenos e médios podem ser encontrados em algumas instituições como UFMG (Universidade Federal de Minas Gerais), USP (Universidade de São Paulo), ITA (Instituto Tecnológico da Aeronáutica) e a UNIVAP (Universidade do Vale do Paraíba). Em São Paulo, no IPT (Instituto de Pesquisas Tecnológicas) existe o maior túnel de vento subsônico de toda a América Latina, que permite aos meteorologistas, por exemplo, simular catástrofes como o Furacão Catarina e, observar como uma construção reage no quesito da aerodinâmica.
Além destes, túneis de ventos supersônicos, para estudos aeroespaciais, podem ser encontrados no ITA, em São José dos Campos, e na UFABC, em Santo André.
Somente duas instituições no Brasil possuem Túneis Hipersônicos que ultrapassam Mach 20 (Vinte vezes a velocidade do som): O Túnel T3 do IEAv-DCTA (Instituto de Estudos Avançados do Departamento de Ciência e Tecnologia Aeroespacial) e outro semelhante, não ativo ainda, na UNIVAP (Universidade do Vale do Paraíba).
Estes são modelos de túneis horizontais. Outro modelo de túnel do vento são os túneis de vento vertical. Estes equipamentos podem utilizar o princípio de propulsão ou de sucção. o vento dentro dele pode atingir velocidades superiores a 250km/h fazendo com que qualquer pessoa possa flutuar dentro dele. São utilizados para simular a queda livre e servem para treinamento de paraquedistas em diversas situações ou posições.
Nos túneis de sucção o ar que circula pelo seu interior pode ou não ser reaproveitado, os que reaproveitam o ar são conhecidos como recirculados e são mais econômicos. Já existem varios túneis verticais instalados pelo mundo. Onde um dos mais conhecidos fica em Orlando, sendo um dos primeiros. Na área de paraquedismo do Arizona onde esta o Time de paraquedismo Arizona AirSpeed (Atuais Campeões do Mundo na modalidade FQL 4) também esta instalado um Túnel do vento Com a disponibilidade deste equipamento, tornou-se mais produtivo fazer treinamentos combinados entre horas de túnel e saltos, pois no túnel se utiliza todo o tempo que se esta exposto ao vento e durante os saltos o tempo de queda livre utilizado é menor, pois os paraquedistas precisam se separar para poderem comandar seus paraquedas.
Na linha de túneis de vento verticais simuladores de queda-livre de pessoas, também existem equipamentos móveis, mas ainda não são muito difundidos devido a alguns gargalos tecnológicos quanto aos altos níveis de ruído e as baixas velocidades de vento. Superando estes gargalos, destacamos um projeto brasileiro desenvolvido pela Dýnamis com apoio de instituições conceituadas de fomento à pesquisa como FAPESP, CNPQ e FINEP. Trata-se do Wind up , um túnel de vento vertical, recirculado e com a particularidade de ser transportável. Como fato histórico, foi o primeiro túnel de vento a ser instalado no Centro Nacional de Paraquedismo em Boituva, maior área de salto da América Latina.

## Treinamentos em túneis de vento no Brasil
Com a invenção dos túneis verticais, iniciaram-se os treinamentos para paraquedistas e leigos, desenvolvendo assim o voo corporal, expandindo as técnicas de voo que eram usadas até então.
No mundo já são inúmeros túneis desenvolvidos com este propósito, com destaque para os Estados Unidos das Américas e para Europa, em segundo lugar, pode-se encontrar alguns túneis na china e Austrália. No Brasil já são encontrados 4 túneis (mar/2016), sendo 2 da marca norte-americana iFLY (Brasília e São Paulo), um brasileiro, da marca Wind Up (São Paulo) e outro do exército, de tecnologia norte-americana (Goiânia),  
No Brasil existiu um órgão regulamentador que já se encontra desativado e os profissionais atuais são autorizados pela IBA (International Bodyflight Association) para os túneis iFLY e Goiânia, ou por serem coaches de paraquedismo checado pela cbpq (Confederação Brasileira de Paraquedismo) no caso do Wind Up.
Atualmente no Brasil São Poucos coaches realmente ativos pela IBA e até o momento o Clube Peixe Voador é a única escola de voo corporal voltada para túnel de vento divulgada até então, além dos próprios túneis.

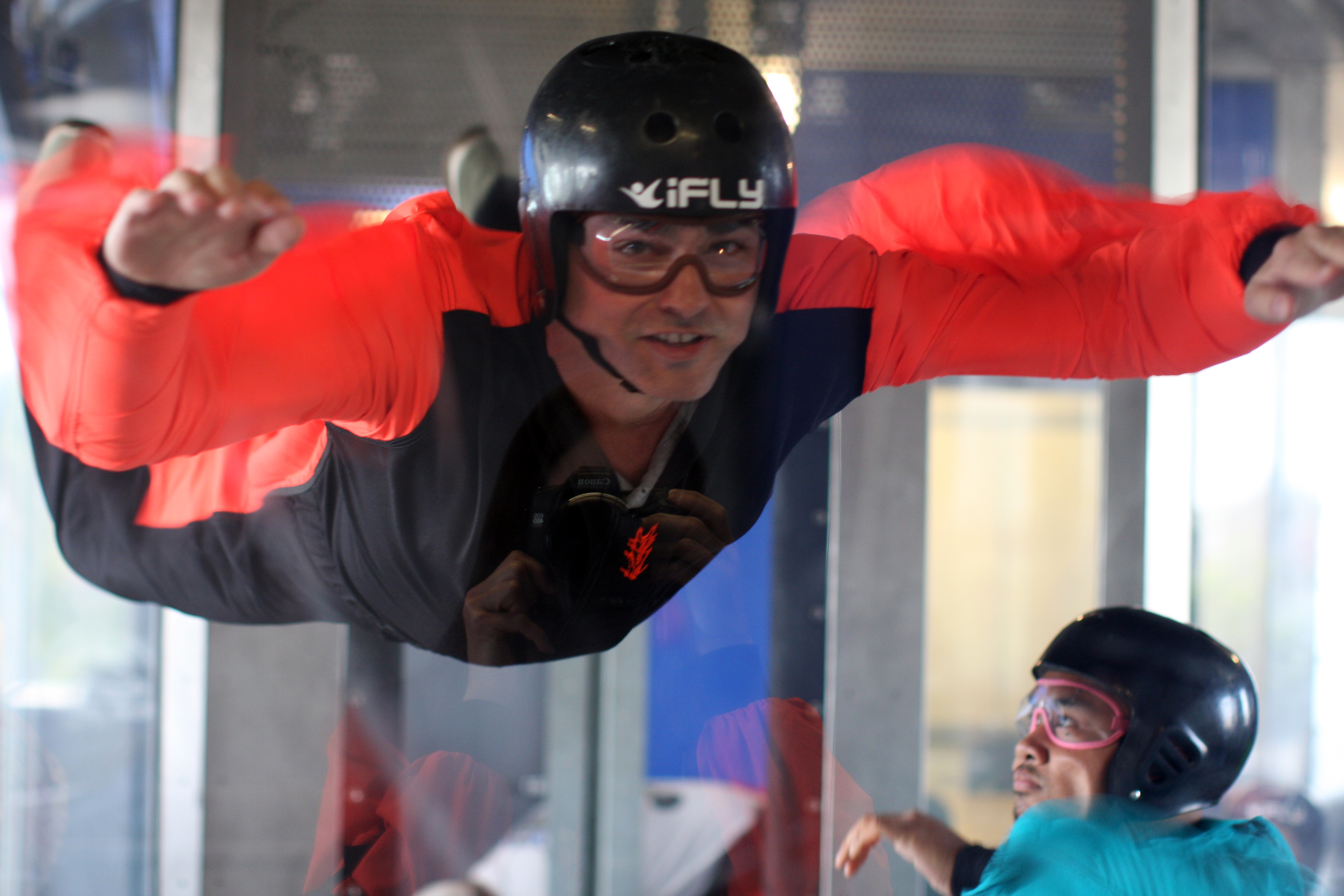
Paraquedista treinando em um túnel de vento vertical.
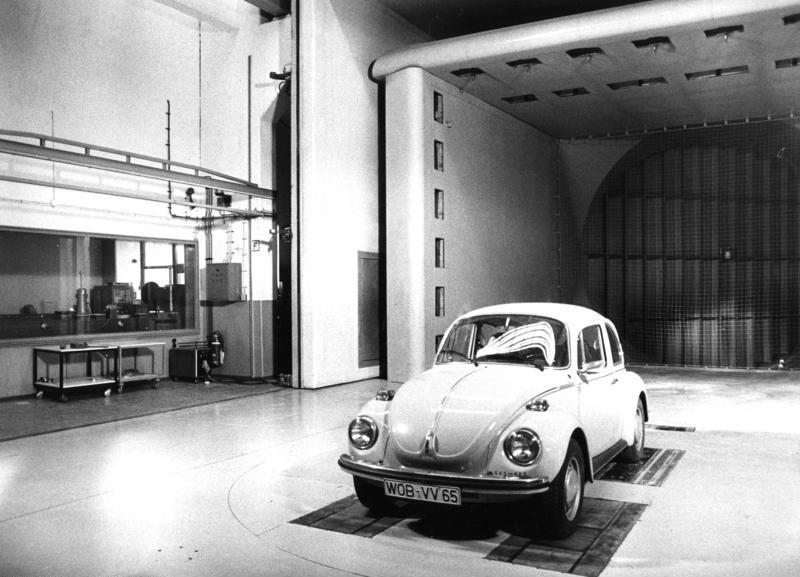
Um fusca num túnel de vento para teste de aerodinâmica automotiva.
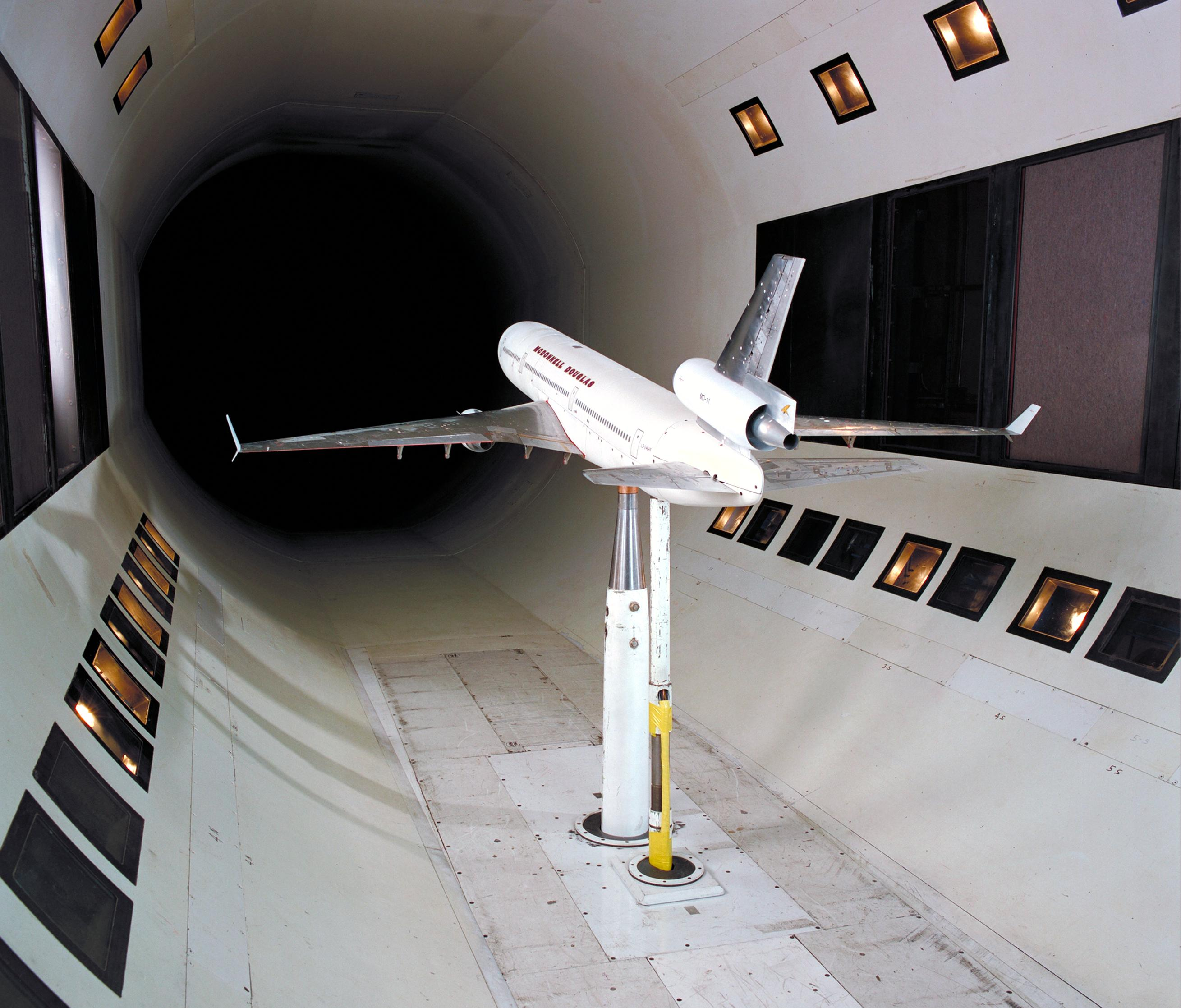
Túnel de vento da NASA.